# Sophie-Charlotte-Platz
Sophie-Charlotte-Platz – plac w Berlinie, w Niemczech, w dzielnicy Charlottenburg, w okręgu administracyjnym Charlottenburg-Wilmersdorf. Został wytyczony 1892. Nazwę placu nazwano na cześć królowej Prus Zofii Hanowerskiej.
Przy placu znajduje się stacja metra linii U2 Sophie-Charlotte-Platz.